# Håvard Flo
Håvard Flo (Flo, Noruega; 4 de abril de 1970) es un exfutbolista noruego que jugaba en la posición de delantero.

## Carrera

### Club
Inicío su carrera en 1990 con el Sogndal Fotball, con el que anotó 20 goles en 81 partidos en cuatro temporadas, dejando al equipo en 1994 para viajar a Dinamarca y jugar con el Aarhus GF, equipo en el que anotó 27 goles en 53 partidos en dos temporadas, liderando al equipo al título de la Copa de Dinamarca y al subcampeonato de liga en la temporada 1995/96, y en la actualidad es sonsiderado como uno de los mejores jugadores de la historia del equipo danés, tanto que en 2008 le rindieron un homenaje.
En 1996 viaja a Alemania para jugar con el SV Werder Bremen, con quien anotó cinco goles en 55 partidos y ganó la Copa Intertoto de la UEFA 1998 y la Copa de Alemania en 1999 en tres temporadas con el club. En 1999 viaja a Inglaterra para jugar con el Wolverhampton Wanderers, en el que anotó 9 goles en 38 partidos en dos temporadas.
En 2001 regresa a Noruega con el Sogndal Fotball, donde anota 78 goles en 157 partidos en siete temporadas, retirándose en 2008, aunque volvería a jugar con el club en la temporada 2010 anotando tres goles en 21 partidos. Su último partido fue ante el Aalesunds FK en los playoffs de permanencia. Sogndal perdió 2-7 en el marcador global, anotando el único gol del Sogndal en el partido de vuelta de visita, recibiendo los aplausos de los aficionados del Aalesund.

### Selección nacional
Jugó para Noruega de 1996 a 2004 en 26 partidos y anotó siete goles, uno de ellos en el empate 2-2 ante Escocia en la Copa Mundial de Fútbol de 1998 en Francia.

## Vida personal
Es primo de los también futbolistas Jostein Flo, Tore André Flo y Jarle Flo. Su sobrino Per Egil Flo también jugó para el Sogndal.

## Logros
AGF Aarhus
- Danish Cup (1): 1995–96

Werder Bremen
- UEFA Intertoto Cup (1): 1998[4]
- Copa de Alemania (1): 1998/99